# José Glinski
José Alejandro Glinski (Comodoro Rivadavia, 5 de agosto de 1980) es un político y politólogo argentino. Se desempeñó como Jefe de la Policía de Seguridad Aeroportuaria durante la presidencia de Alberto Fernández y desde diciembre del 2023 ocupa el cargo de diputado nacional por la provincia del Chubut electo por Unión por la Patria. 

## Biografía
Glinski nació en Comodoro Rivadavia, provincia del Chubut, en el seno de una familia judía. Tras finalizar el colegio secundario en su ciudad natal, decidió mudarse a Israel, donde permaneció un año, a su vuelta se recibió de Licenciado en Ciencias Políticas por la Universidad de Buenos Aires.
Glinski comenzó en el 2009 a trabajar en cargos administrativos en la Policía de Seguridad Aeroportuaria (PSA), hasta que en el año 2014 el gobernador de su provincia natal, Martín Buzzi, lo nombró como Ministro de Seguridad provincial. En aquel tiempo incursionó en una radio en Comodoro Rivadavia y en la militancia política con la agrupación La Cámpora. En 2020, durante la presidencia de Alberto Fernández y bajo la dirección de Sabina Frederic como ministra de Seguridad, es nombrado jefe de la Policía de Seguridad Aeroportuaria. 
Siendo director de la PSA ordenó la requisa de un avión venezolano de la empresa Emtrasur que aterrizó en el Aeropuerto Internacional de Ezeiza en junio de 2022, con tripulación iraní y venezolana, que se sospechaba que estarían realizando tareas de espionaje según habrían informado agencias de inteligencia sudamericanas. La acción le valió críticas de parte de ciertos sectores del gobierno argentino y funcionarios venezolanos, aunque también el elogio de la oposición y de entidades judías, que lo condecoraron.
En las elecciones legislativas del 2023 fue electo diputado nacional por Unión por la Patria, representando a la provincia del Chubut.
Como diputado presentó dos proyectos, un pedido de informes al Poder Ejecutivo sobre el apartamiento de Vicente Ventura Barreiro del Ministerio de Seguridad de la Nación, y un pedido de informes sobre el buque Tai An que pescaba sin autorización merluza negra en el Mar Argentino.

## Controversias
En 2024 fue denunciado penalmente ante la Justicia Federal en Lomas de Zamora, por la Policía de Seguridad Aeroportuaria (PSA) por supuesto uso indebido de bienes públicos como  aviones en el Aeropuerto de Ezeiza, una casa oficial y autos oficiales para su propio provecho. La Justicia investiga si tanto Glinski abusó de su cargo para otorgarle un trato preferencial a su pareja en aeropuertos, incluyendo acceso prioritario a Migraciones y transporte en vehículos oficiales para llevarla a su casa.Fue denunciado por el supuesto uso de una mansión perteneciente a la fuerza de seguridad para sus fiestas particulares.  Se investiga si la casa era limpiada después de cada fiesta de Glinski  por personal aeroportuario.Según la denuncia, cuando fue Director Nacional de la PSA habría instruído al personal para esperar en el aeropuerto a su novia cuando regresaba de sus viajes personales en un avión de la Policía de Seguridad Aeroportuaria durante la cuarentena en la pandemia por covid, cuando estaba prohibido salir,  para evitarle tener que hacer los controles de la aduana y migraciones. Luego un chofer de la fuerza debía llevarla a su casa. El uso ilegal de vehículos oficiales habría sido para evitar los controles dispuestos por la cuarentena.La Fundación para la Paz también lo denunció en los Tribunales de Comodoro Py por el uso indebido de aviones y autos oficiales en el Aeroparque Jorge Newbery.